# Annie Roland Holst-de Meester
Annie Roland Holst-de Meester (Rotterdam, 9 juni 1893 - 1987) was een Nederlands kunstschilderes.

## Familie
Roland Holst werd geboren als Anna Maria Johanna de Meester, lid van de patriciaatsfamilie De Meester. Ze was een dochter van letterkundige en journalist Eliza Johannes de Meester (1860-1931) en kunstschilderes en -critica Augustine Hermine Obreen (1866-1953). Haar oom was de minister-president mr. Theo de Meester (1851-1919). De toneelregisseur Johan de Meester (1897-1986) was een broer van haar. Ze trouwde in 1916 met Marius Roland Holst (1889-1960), assuradeur en broer van de dichter Adriaan Roland Holst (1888-1976); met hem kreeg ze twee zonen: Ritsaert (1917) en Reynoud (1920).

## Loopbaan
Roland Holst kreeg les van haar moeder, van Jan Voerman (1857-1941) en van Jean Delville. Ze volgde lessen aan de Rotterdamse Academie voor Beeldende Kunsten en volgde een avondcursus aan de Académie des Beaux-Arts te Brussel. Ze maakte onder andere stillevens, kinder- en andere portretten.
Onder de laatste behoort bijvoorbeeld een bekend portret van schrijver Louis Couperus (1863-1923), waar de schrijver zelf allerminst tevreden over was, naast een minder bekend portret van hem wanneer hij een lezing geeft.
Een portret van haar van de dichter Pieter Cornelis Boutens (1870-1943) bevindt zich in het Zeeuws Museum, en een onbekend portret van Boutens dook op tijdens de veiling uit de nalatenschap van Johan Polak in 1992.
Voor Baarn maakte zij het verzetsmonument De Marinier.

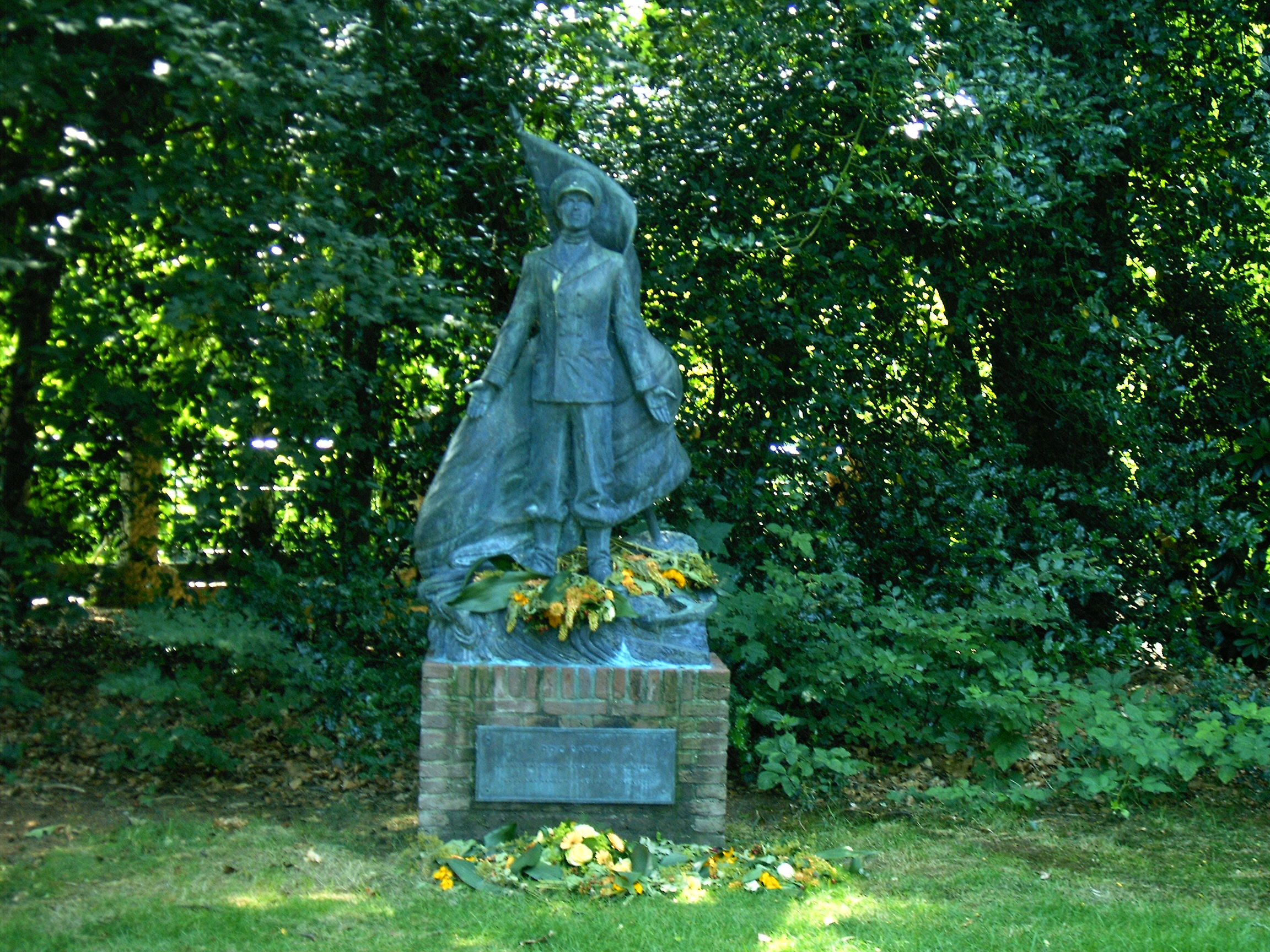
Verzetsmonument De Marinier

.
- Biografisch Portaal: 28953464
- Digitale Bibliotheek voor de Nederlandse Letteren: rola014
- Gemeinsame Normdatei: 1053065124
- International Standard Name Identifier: 0000 0000 6902 9670
- Nederlandse Thesaurus van Auteursnamen: 071003118
- RKD-Nederlands Instituut voor Kunstgeschiedenis: 67779
- Union List of Artist Names: 500002690
- Virtual International Authority File: 287881267